# Tragia betonicifolia
Tragia betonicifolia är en törelväxtart som beskrevs av Thomas Nuttall. Tragia betonicifolia ingår i släktet Tragia och familjen törelväxter. Inga underarter finns listade i Catalogue of Life.